# 2А70
2А70, 100-мм гармата/пускова установка — російський артилерійський засіб підтримки піхоти. Встановлюється на різні бойові машини піхоти і десанту, такі як БМД-4, БМП-3, БТР-90М. Стрільба можлива як осколково-фугасними снарядами 3УОФ17, 3УОФ19 так і керованими ракетами 9М117М1Е, а також ракетами цієї серії, такими як 9М117М (від ПТРК Кан) або 9М113М (від ПТРК Конкурс-М) під керуванням ПТРК «Аркан».
Гармата розроблена Тульським конструкторським бюро приладобудування.

## Основні характеристики
- Калібр, мм 100
- Практична швидкострільність, постр./хв. 10
- Початкова швидкість снаряда, м/с 250—355
- Маса гармати, кг 332

### Постріли
| Індекс пострілу    | Індекс снаряду | Вага пострілу, кг | Початкова швидкість, м/с | Дальність стрільби, км | Ефективна площа ураження, м² | Бронепробиття, мм |
| Осколково-фугасні  |                |                   |                          |                        |                              |                   |
| 3УОФ17             | 3ОФ32          | 18,2              | 250                      | 0,3—4,0                | 160                          | —                 |
| 3УОФ19             | 3ОФ70          | 15,8              | 355                      | 0,3—6,5                | 360                          | —                 |
| 3УОФ19-1           | 3ОФ70          | 15,8              | 355                      | 0,3—6,5                | 600                          | —                 |
| Кероване озброєння |                |                   |                          |                        |                              |                   |
| 3УБК10-3           | 9М117          | 22                |                          | 0,1—4,0                | —                            | 550               |
| 3УБКМ10-3          | 9М117М         | 22,9              |                          | 0,1—4,0                | —                            | 600               |
| 3УБК23-3           | 9М117М1        | 21,5              |                          | 0,1—5,5                | —                            | 750               |

## Виноски
1. ↑  Бронепробиття за динамічним захистом
2. ↑  Бронепробиття за динамічним захистом
3. ↑  Бронепробиття за динамічним захистом